# تالار فرهنگ
تالار فرهنگ یک تالار ویژه موسیقی، نمایش و همایش، ساخت ۱۳۱۴ خورشیدی است. این ساختمان در تهران، خیابان حافظ، پل حافظ، شرق تالار وحدت واقع است. معمار این بنای تاریخی، اوژن آفتاندلیانس معمار برجسته ارمنی و اهل تبریز است.
تالار فرهنگ در ابتدا در اختیار وزارت فرهنگ بود که بعد از تفکیک وزارت فرهنگ به وزارتین فرهنگ و آموزش و پرورش، در اختیار وزارت آموزش و پرورش قرار گرفت.
بعد از انقلاب اسلامی این تالار بیشتر در اختیار گروه‌های دانش‌آموزی سرود، موسیقی و نمایش بوده‌است. این اثر در تاریخ ۲۲ مرداد ۱۳۸۴ با شمارهٔ ثبت ۱۳۰۷۸ به‌عنوان یکی از آثار ملی ایران به ثبت رسیده‌است